# Klassificering
Klassificering är aktiviteten att skapa en klassifikation; "det att indela i klasser som är uttömmande och som ömsesidigt utesluter varandra".
Ett klassificeringssystem som används på bibliotek är ett system skapat av Sveriges Allmänna Biblioteksförening (har nu ingått i den ideella föreningen Svensk biblioteksförening). Litteraturen sorteras i systemet i 28 olika bokstavsgrupper. I mer vetenskapliga sammanhang används UDK-systemet, som är internationellt spritt.